# Foodies (2022)
Foodies is een Nederlandse romantische komedie uit 2022 geregisseerd door Mannin de Wildt, naar een idee van filmproducent Edwin Goldman. De film  ging op 10 mei 2022 in première.

## Verhaal
De film volgt de populaire foodblogger Sam, die al van kinds af aan een passie heeft voor lekker eten. Haar leven loopt op het moment op rolletjes; ze is met een uitgeverij bezig haar eerste kookboek te schrijven en is daarnaast in de race voor een eigen televisieprogramma over koken, net als haar grote foodblogger-concurrent Lilian. 
Als Sam de knappe Marco tegen het lijf loopt bij de lokale groentewinkel is ze op slag verliefd. Marco heeft echter niks met foodbloggers en de digitale wereld, waardoor Sam in eerste instantie besluit niks over haar baan te vertellen. Als Sam niet veel later bij een nieuw restaurant gaat eten om te recenseren, gaat er daar door de drukte van alles mis. Hierop besluit ze, mede door de druk van concurrente Lilian, een vernietigende recensie te schrijven. Een dag later komt ze er tot haar schrik achter dat Marco de gepassioneerde chef is van het desbetreffende restaurant. Hierdoor komen niet alleen haar opkomende carrière en droom op het spel te staan, maar ook de kans op een relatie met haar toekomstige droompartner.

## Rolverdeling
| acteur                  | personage          |
| ----------------------- | ------------------ |
| Sanne Vogel             | Sam                |
| Sinan Eroglu            | Marco              |
| Holly Mae Brood         | Lilian             |
| Sanne Langelaar         | Jacco              |
| Erik van Muiswinkel     | Arjan              |
| Anneke Blok             | Mieke              |
| Roué Verveer            | Henry              |
| Loek Peters             | Duco               |
| Ilse Warringa           | Elody              |
| Ziarah Janssen          | Audrey             |
| Loes Schnepper          | Loes               |
| Johanna Hagen           | Renske             |
| Quiah Shilue            | Sarah              |
| Marc Nochem             | Moti               |
| Elisa Beuger            | Louise             |
| Niek Roozen             | kanovaarder        |
| Bart van der Schaaf     | taxichauffeur      |
| Frans Cappers           | buschauffeur       |
| Sarah Bannier           | vrijwilligster     |
| Marijn van Wijk-Stalman | jongen met voetbal |
| Soy Kroon               | verslaggever       |
| Loretta Schrijver       | zichzelf           |
| Rudolph van Veen        | zichzelf           |
| Dalí Brackenie          | zichzelf           |
| Marije van der Made     | zichzelf           |

## Achtergrond
De film werd geregisseerd door Mannin de Wildt en geproduceerd door Maaike Benschop, Petra Goedings en Edwin Goldman. Het scenario van de film werd geschreven door Floor van Lissa met bijdrages van Richard Kemper en Jeroen Margry, naar een idee van producent Goldman. Het gelijknamige magazine Foodies, hielp met het samenstellen van een paar gerechten voor in de film. De muziek voor de film werd verzorgd door Eric van Tijn, daarnaast zong hoofdrolspeler Sinan Eroglu samen met zangeres Karsu Dönmez het nummer Zo anders in als titelsong voor de film. De opnamen van de film ging in september 2021 van start. Hoofdrollen in de film waren weggelegd voor onder anderen Sanne Vogel, Sinan Eroglu, Sanne Langelaar en Holly Mae Brood.

## Release
Foodies ging op 10 mei 2022 in het Koninklijk Theater Tuschinski in Amsterdam in première voor pers en genodigden. Twee dagen later, op 12 mei 2022, kwam de film voor het grote publiek in de bioscopen.